# Всадник (хутор)
Вса́дник — хутор в Александровском районе (муниципальном округе) Ставропольского края России.

## География
Расположен в пределах Ставропольской возвышенности, являющейся частью Предкавказской равнины, на высоте 251 м над уровнем моря. Находится в юго-восточной части Александровского района, к западу от границы с Новоселицким районом. Со всех сторон окружён землями сельскохозяйственного назначения. С востока ограничен лесополосой, засаженной акацией. У лесополосы, в 500 м восточнее хутора, расположено общественное открытое кладбище площадью 15 000 м². Западнее Всадника теряется балка Репьёвка.
Расстояние до краевого центра — 111 км, до районного центра — 27 км. Ближайший населённый пункт — село Долиновка Новоселицкого района — расположен в 6 км.
Вдоль хутора проходит автодорога местного значения Саблинское — Новоселицкое.

## История
На 1 марта 1966 года хутор Всадник числился в составе Саблинского сельсовета:7.
До 16 марта 2020 года входил в упразднённый Саблинский сельсовет.

## Население
| 1989 | 2002 | 2010 | 2014 | 2021 | 2023 |
| ---- | ---- | ---- | ---- | ---- | ---- |
| 529  | ↗610 | ↘566 | ↗600 | ↘500 | ↗524 |

В 1985 году число жителей Всадника составляло 499 человек, в 2005 году — 599, в 2008 году — 583. На 1 января 2019 года, по сведениям администрации сельсовета, в хуторе насчитывалось 579 жителей.
Национальный и социальный состав населения
По данным переписи 2002 года, в национальной структуре населения преобладают русские (87 %).
В 2008 году количество трудоспособного населения хутора составляло 302 человека (51,8 % численности населения), количество детей дошкольного и школьного возраста — 159 человек (27,3 %), количество нетрудоспособного населения — 122 человека (20,9 %).

## Инфраструктура
Застроенная территория хутора имеет линейную планировочную структуру. Жилая застройка в основном представлена одноэтажными жилыми домами с приусадебными участками.
На территории хутора расположены отделение почтовой связи (индекс 356323), фельдшерско-акушерский пункт, общеобразовательная школа № 13 (на 182 места), Дворец культуры (на 220 мест), библиотека-филиал № 17 (входит в состав МУК «Александровская межпоселенческая центральная районная библиотека»), магазины. В 2003 году построена артезианская скважина.
В населённом пункте 4 улицы: 60 лет Октября, Клубная, Комсомольская и Новая. Главной из них является улица 60 лет Октября, включающая территорию общественного центра. Внешние связи хутора осуществляются по улице Комсомольской, выходящей на автодорогу Саблинское — Новоселицкое.

## Религия
В хуторе действует религиозная община христиан-молокан (185 человек).

## Сельское хозяйство
В границах хутора функционируют сельскохозяйственное предприятие «БИС», основным видом деятельности которого является выращивание зерновых культур, а также несколько крестьянских (фермерских) хозяйств.

## Транспорт
В населённом пункте открыто регулярное автобусное сообщение по маршруту № 103 «с. Александровское — х. Всадник». Общая протяжённость маршрута — 48 км.

## Связь
Доступны теле- и радиовещание, а также сотовая связь (2G и 3G), обеспечиваемая операторами «Билайн», «МегаФон», «МТС», «Yota».
Хутор входит в перечень поселений (населённых пунктов) Ставропольского края с численностью населения менее трёх тысяч человек, в которых отсутствует точка доступа к информационно-телекоммуникационной сети «Интернет».

## Памятники
Братская могила воинов Советской Армии, павших смертью храбрых в годы Великой Отечественной войны.  261610645160005
Здесь были похоронены два партизана-разведчика, расстрелянных фашистами недалеко от хутора в 1943 году. В 1973 году останки воинов перезахоронены на центральной площади напротив Дворца культуры, а на могиле установлен памятник.